# Alpinia dyeri
Alpinia dyeri är en enhjärtbladig växtart som beskrevs av Karl Moritz Schumann. Alpinia dyeri ingår i släktet Alpinia och familjen Zingiberaceae.
Artens utbredningsområde är Samoa. Inga underarter finns listade i Catalogue of Life.